# Quaëdypre
 Quaëdypre  (en neerlandés Kwaadieper) es una población y comuna francesa, en la región de Norte-Paso de Calais, departamento de Norte, en el distrito de Dunkerque y cantón de Bergues.

## Demografía
| 931 | 888 | 919 | 1007 | 1111 | 1158 |
| Para los censos de 1962 a 1999 la población legal corresponde a la población sin duplicidades (Fuente: INSEE [Consultar]) |     |     |      |      |      |